# Semiothisa indeterminata
Semiothisa indeterminata är en fjärilsart som beskrevs av Mcdunnough 1939. Semiothisa indeterminata ingår i släktet Semiothisa och familjen mätare. Inga underarter finns listade i Catalogue of Life.